# 11711 Urquiza
11711 Urquiza este un asteroid din centura principală de asteroizi.

## Descriere
11711 Urquiza este un asteroid din centura principală de asteroizi. A fost descoperit pe 25 aprilie 1998 la Stația Anderson Mesa în cadrul programului LONEOS. Asteroidul prezintă o orbită caracterizată de o semiaxă mare de 2,37 ua, o excentricitate de 0,11 și o înclinație de 2,9° în raport cu ecliptica.